# Friendship (hrabstwo Adams)
Friendship – wieś w Stanach Zjednoczonych, w stanie Wisconsin, w hrabstwie Adams.